# Concerto cho vĩ cầm (Beethoven)
Concerto cho violin, cung Rê trưởng, Op. 61 là bản concerto duy nhất viết cho đàn violin của nhà soạn nhạc thiên tài người Đức Ludwig van Beethoven. Tác phẩm được viết vào năm 1806. Chương trình biểu diễn đầu tiên được thực hiện bởi Franz Clement đã không thành công và nhiền năm rơi vào quên lãng, cho đến khi Joseph Joachim làm sống lại tác phẩm vào năm 1844. Đây là một tác phẩm kinh điển cho thể loại concerto cho violin. Tác phẩm gồm có 3 chương:
- Chương 1: Allegro ma non troppo. Chương này được viết trên cung Rê trưởng. Đây là chương dài nhất của tác phẩm. Thời gian biểu diễn chương này là hơn 26 phút, hơn cả hai chương kia cộng lại. Mở đầu chương này là tiếng dạo của nhạc cụ của bộ gỗ, sau đó là của cả dàn nhạc giao hưởng. Chính trong phần mở đầu này, chúng ta đã tìm thấy chủ để cho cả chương 1. Phần dạo này kéo dài hơn 3 phút thì violin độc tấu bắt đầu lên tiếng, hát lên một chủ đề lúc đầu là riêng của mình, rồi cũng quay lại chủ để chung mà dàn nhạc đã gợi mở. Đây là chương đậm chất anh hùng vốn có trong các tác phẩm của Beethoven. Tuy chất anh hùng đó không quá hoành tráng vì ít có sự tham gia mang tính kêu gọi của đội kèn và không quá quyết liệt mà còn khá trữ tình, nhưng người nghe có thể cảm nhận nó một cách rõ ràng.
- Chương 2: Larghetto. Đây là chương duy nhất viết ở cung Sol trưởng. Chương này kéo dài 11 phút, xấp xỉ chương cuối. Cách đi vào chủ đề của chương này khá giống chương 1, dàn nhạc giao hưởng tiếp tục là người mở đầu câu chuyện, sau đó violin mới cất lên tiếng hát của mình. Tuy nhiên, khác với chương đầu, trong chương này, violin không thể hiện một chủ để riêng nào ngay lúc đầu mà bắt nhịp ngay với câu chuyện mà dàn nhạc đã gợi ý. Chương này đầy tâm sự, thể hiện rõ ràng một con người nghệ sĩ trong Beethoven.
- Chương 3: Rondo-Allegro. Chương này được viết ở cung Rê trưởng, giống như chương 1 và có độ dài thời gian biểu diễn xấp xỉ chương 2. Đây là chương nổi tiếng nhất của tác phẩm. Thay vì dàn nhạc mở đầu chủ đề thì lúc này violin là mới là người bắt đầu. Những tiết tấu vui vẻ, lạc quan, như chưa từng có nỗi đau nào, được cất lên bởi tiếng violin quen thuộc cùng với khúc đệm của các nhạc cụ bộ dây trong dàn nhạc, rồi chính dàn nhạc đồng ca lại những tiết tấu đó. Ở đây, ngoài sự vui vẻ, lạc quan, tác phẩm vẫn mang hơi thở anh hùng vốn có của chương 1 nói riêng và phần lớn các tác phẩm của Beethoven nói chung.

Nói chung, tác phẩm thể hiện rõ sự chuyển giao hai phong cách cổ điển và lãng mạn của Beethoven. Cổ điển ở chỗ tác phẩm vẫn viết theo cấu trúc cổ điển (chủ để đầu tiên của một chương được thể hiện, rồi có vài biến tấu, sau đó lại quay chủ để cũ nhưng biểu diễn theo một cách khác (thay đổi chút cao độ hoặc vài tiết tấu) rồi kết thúc nó), tính chất tứ tấu đàn dây (bộ dây trở thành trung tâm, có tiếng cello đệm nhanh cho tác phẩm). (Chương 3 thể hiện rõ nhất điều này). Lãng mạn ở chỗ tính chất phóng khoáng hơn, biểu đạt nội tâm sâu sắc hơn với những đợt sóng nhạc lên rồi lại xuống. (Chương 1 thể hiện rõ nhất điều đó). Đây là điều đặc biệt trong các sáng tác của Beethoven.